# بوگولمینکا
بوگولمینکا (به لاتین: Bugulminka) یک منطقهٔ مسکونی در روسیه است که در باشقیرستان واقع شده‌است.